# فرست انرژی

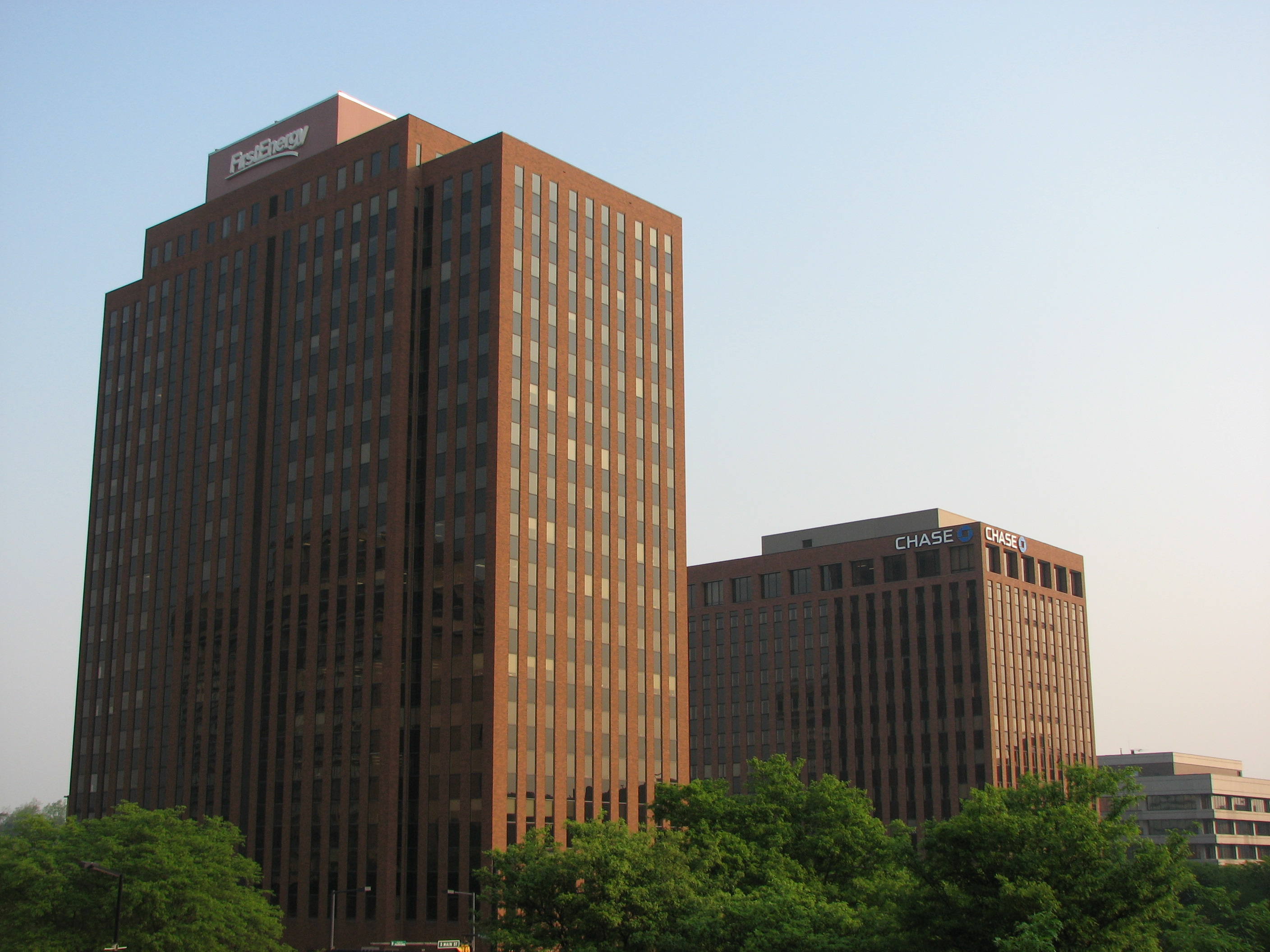
ساختمان مرکزی فرست انرژی در اکران، اوهایو

فرست انرژی (به انگلیسی: FirstEnergy) شرکت انرژی آمریکایی است، که در زمینه تولید، انتقال و توزیع برق فعالیت می‌کند.
شرکت فرست انرژی در سال ۱۹۹۷ تأسیس شد و در حال حاضر دارای ظرفیت تولید برقی معادل ۲۳ هزار مگاوات می‌باشد.
دفتر مرکزی این شرکت در شهر اکران، اوهایو قرار دارد و بخشی از سهام آن در بازار بورس نیویورک معامله می‌شود. شرکت فرست انرژی در سال ۲۰۱۲ در فهرست فرچون ۵۰۰ در رتبه ۱۸۱ از بزرگترین شرکت‌های عمومی ایالات متحده قرار گرفت.